# Finale Europacup I 1958
De finale van de Europacup I van het seizoen 1957/58 werd gehouden op 28 mei 1958 in het Heizelstadion in Brussel. Voor de derde keer op rij stond Real Madrid in de finale. De ongenaakbaar geachte Spanjaarden moesten het ditmaal opnemen tegen het Italiaanse AC Milan.
Niet alleen het stadion, maar ook de wedstrijdleiding was Belgisch. Scheidsrechter Albert Alsteen was getuige van de eerste finale met verlengingen. Real Madrid won de wedstrijd uiteindelijk met 3-2. De Spaans-Argentijnse stervoetballer Alfredo Di Stéfano scoorde voor de derde keer op rij een doelpunt in de finale van de Europacup I.

## Wedstrijd
|             |                                    |              |                           |                                                                                     |
| 28 mei 1958 | Real Madrid                        | 3 – 2 (n.v.) | AC Milan                  | Heizelstadion, Brussel Toeschouwers: 67.000 Scheidsrechter: Albert Alsteen (België) |
| 28 mei 1958 | Di Stéfano 74' Rial 79' Gento 107' |              | 69' Schiaffino 78' Grillo | Heizelstadion, Brussel Toeschouwers: 67.000 Scheidsrechter: Albert Alsteen (België) |

| Real Madrid | AC Milan |

| Real Madrid:   |    |                    |
|                |    |                    |
| GK             | 1  | Juan Alonso        |
| DF             | 2  | Ángel Atienza      |
| DF             | 3  | José Santamaría    |
| DF             | 4  | Rafael Lesmes      |
| MF             | 5  | Juan Santisteban   |
| MF             | 6  | José María Zárraga |
| FW             | 7  | Raymond Kopa       |
| FW             | 8  | Joseíto            |
| FW             | 9  | Alfredo Di Stéfano |
| FW             | 10 | Héctor Rial        |
| FW             | 11 | Francisco Gento    |
| Coach:         |    |                    |
| Luis Carniglia |    |                    |

| AC Milan:      |    |                         |
|                |    |                         |
| GK             | 1  | Narciso Soldan          |
| DF             | 2  | Alfio Fontana           |
| DF             | 3  | Cesare Maldini          |
| DF             | 4  | Eros Beraldo            |
| MF             | 5  | Mario Bergamaschi       |
| MF             | 6  | Luigi Radice            |
| FW             | 7  | Giancarlo Danova        |
| FW             | 8  | Nils Liedholm           |
| FW             | 9  | Juan Alberto Schiaffino |
| FW             | 10 | Ernesto Grillo          |
| FW             | 11 | Ernesto Cucchiaroni     |
| Coach:         |    |                         |
| Giuseppe Viani |    |                         |